# 棒翅螳蛉属
棒翅螳蛉属（学名：Halteriomantispa）是双翅螳蛉科下的一个属。

## 下属物种
本属包括以下物种：
- 格氏棒翅螳蛉 Halteriomantispa grimaldii X.-y.Liu et al., 2016[2]